# Houtstraal

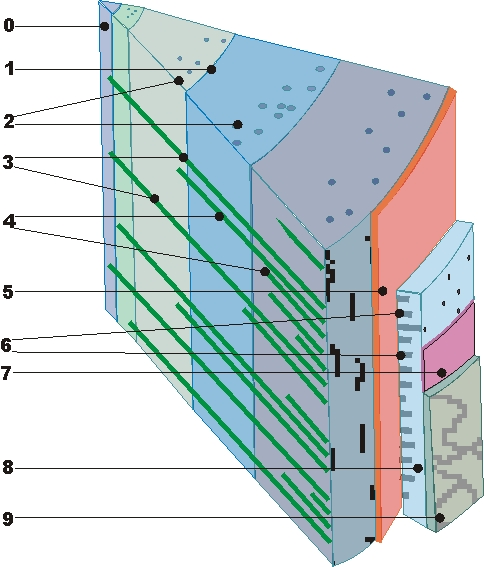
Tangentiale doorsnede van een vierjarige stam 0 = merg
1 = grens jaarring
2 = harskanalen
3 = primaire houtstralen
4 = secundaire houtstralen
5 = cambium
6 = houtstralen in de bast
7 = kurkcambium
8 = bast
9 = schors

Een houtstraal is een bestanddeel van hout. Houtstralen bestaan uit cellen en lopen horizontaal van binnen naar buiten door het xyleem. Ze zorgen voor het radiale of straalsgewijze transport van water en voedingstoffen binnen het houtlichaam. Ze dienen verder voor opslag van reservestoffen en dragen bij aan de stevigheid van het hout. Als een houtstraal in het merg begint, heet deze wel een 'primaire houtstraal' of 'mergstraal'. Begint een houtstraal in het xyleem, dan heet deze wel een 'secundaire houtstraal'. Als hout is verzaagd, is dit verschil uiteraard niet meer vast te stellen. Stralen lopen in de bast door en worden baststralen genoemd. Een houtstraal kan al naargelang de boomsoort één of meer cellenrijen breed zijn. De hoogte kan ook aanmerkelijk verschillen.
Bij loofbomen maken de houtstralen 8 tot 33% van het volume van het hout uit, bij naaldbomen maar 1%. Bij naaldbomen kunnen houtstralen in geval van beschadiging vanuit aanliggende parenchymcellen met hars worden gevuld. Het axiale transport van stoffen in het hout vindt plaats door houtvaten en tracheïden. De uitwisseling van stoffen tussen de houtstralen en deze elementen vindt plaats door stippels.
In gekwartierzaagd hout zijn de houtstralen terug te zien als houtspiegels, of houtspiegeltjes.

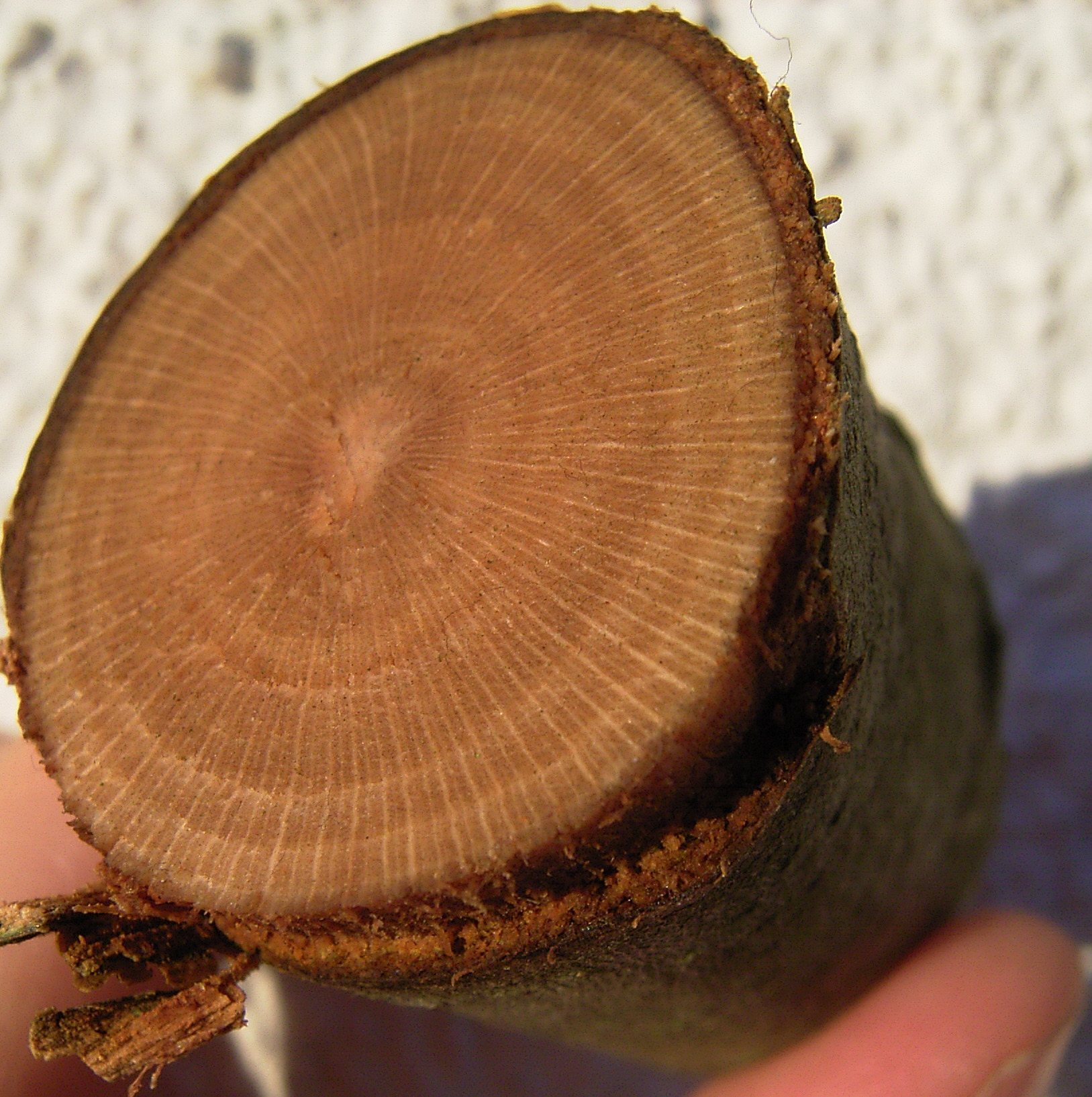
Doorsnede van een plataan. De houtstralen zijn de gele straalsgewijze lijnen.
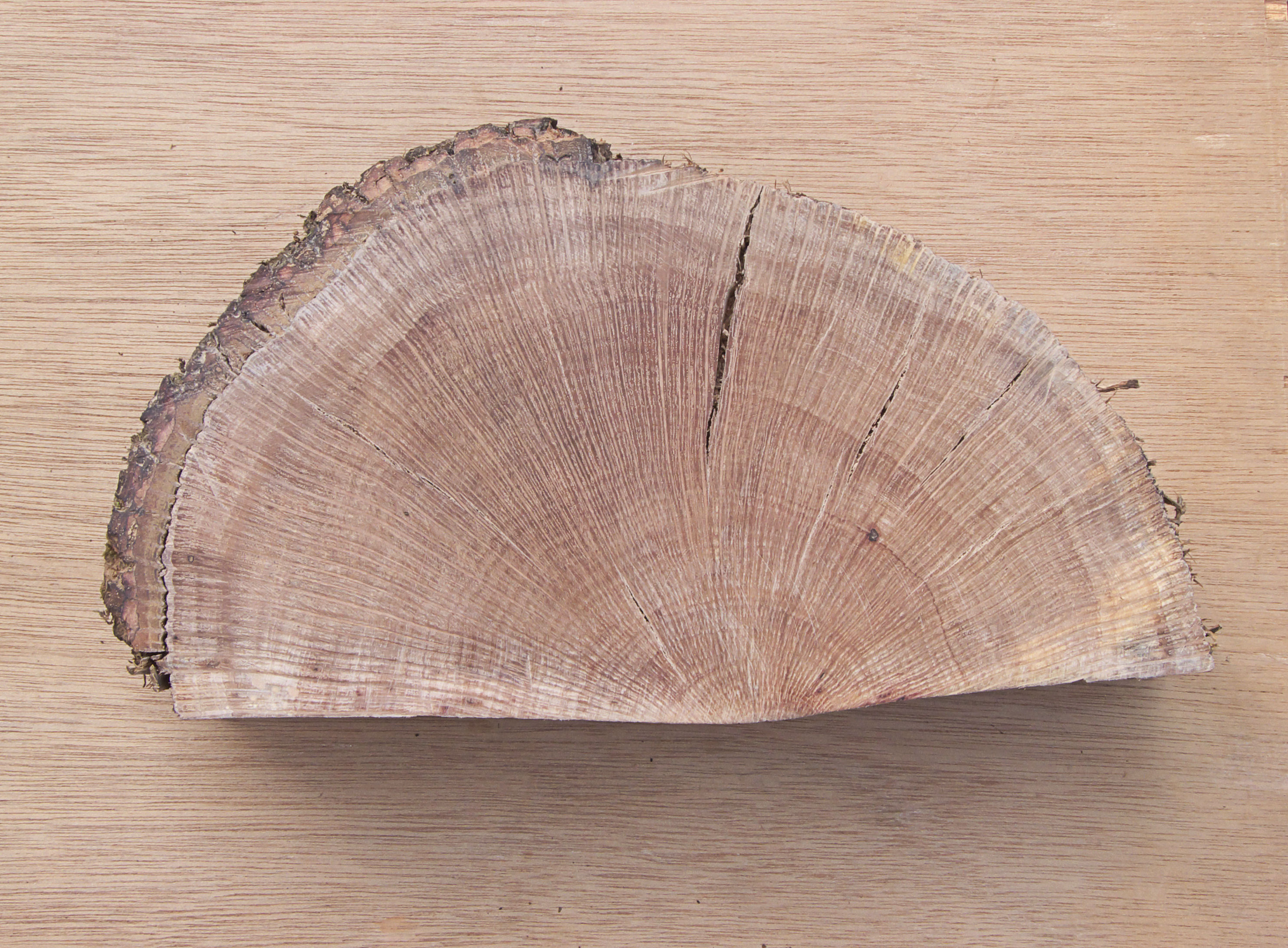
Steeneik met houtstralen
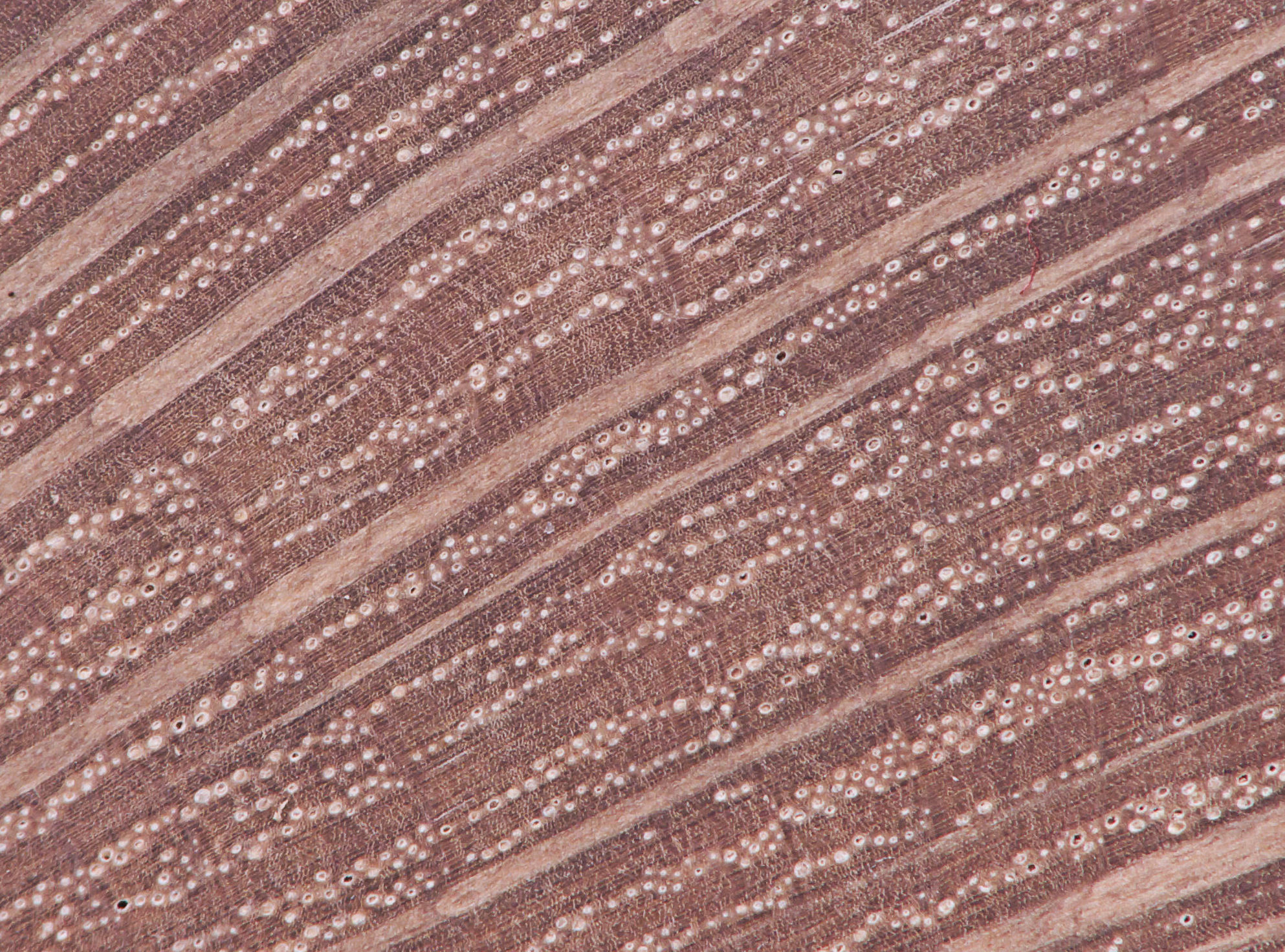
Closeup steeneik met houtstralen en houtvaten